# Вовча Голова (герб)
Вовча Голова (Клейна, Клейн, Вільча Ґлова, пол. Wilcza Głowa, Klejna, Kleyna, Kleyn) – шляхетський герб пруського походження, що використовувався в Речі посполитій.

## Опис герба
У синьому полі голова вовка..

## Найбільш ранні згадки
У такій версії герб наданий капітану драгунів Єжи Клейні (пол. Jerzy Klejna) на чотиритижневому сеймі 20 лютого 1662 року. Син оберстлейтенанта Єжи Клейни, Ян Людвік Клейна змінив оригінальний герб на Вовчу Голову 1734 року. Син Людвіка, Францішек, знову змінив герб, повернувшись до попередньої версії.

## Роди
Вільк (Wilk), Вільканець (Wilkaniec), Вількін (Wilkin), Клейна (Klejna).

## Відомі власники
- Єжи Клейна (1624–1681) – драгун, полковник польської королівської армії, отримав шляхетство від короля Яна II Казимира в 1662 році
- Ян Людвік Клейна (1668–1749) – польський шляхтич, майор коронних військ
- Францішек Клейна (Франц фон Клейна) (1717-1779) - польський шляхтич, бургграф, комісар і писар округу валецького в 1757-1779 рр.